# أعمال شغب كجرات عام 2002
أعمال شغب كجرات عام 2002، والمعروفة أيضًا باسم عنف كجرات عام 2002 ومذبحة كجرات، هي فترة من العنف الطائفي استمرت ثلاثة أيام في ولاية كجرات في غرب الهند. عقب الحادث الأول، اندلعت أعمال عنف في مدينة أحمد آباد لثلاثة أشهر لاحقة، وعلى مستوى الولاية، اندلعت أعمال عنف أخرى لمدة عام. ويشار إلى أن حادثة حرق القطار في جودهرا في 27 فبراير 2002، والتي تسببت بمقتل 58 من هندوس كار سيفاك الحجاج العائدين من مدينة أيوديا، هي ما أثار العنف.
طبقًا للأرقام الرسمية، انتهت أعمال الشغب بحصيلة 1044 قتيلًا، و223 مفقودًا، و2500 من الجرحى. كان من بين القتلى 790 مسلمًا و254 هندوسيًا. قدر تقرير المحكمة المدنية المعنية أن ما يقارب 1926 قد قتلوا. قدرت مصادر أخرى أعداد القتلى بأكثر من 2000 قتيلًا. وردت أنباء عن العديد من عمليات القتل والاغتصاب الوحشية بالإضافة إلى نهب وتدمير الممتلكات على نطاق واسع. اتُّهِم ناريندا مودي، كبير وزراء كجرات آنذاك ورئيس وزراء الهند لاحقًا، ببدء أعمال العنف والتغاضي عنها، كما اتُّهم مسؤولو الحكومة والشرطة الذين زُعِم أنهم وجهوا مثيري الشغب وقدموا لهم قوائمًا بأملاك المسلمين.
في عام 2012، برأ فريق تحقيق متخصص تابع للمحكمة العليا الهندية، مودي من تهمة التواطؤ في أعمال العنف. رفض فريق التحقيق المتخصص أيضًا الادعاءات بأن الحكومة لم تفعل ما يكفي لمنع أعمال الشغب. وورد أن ردة فعل الجماعة المسلمة اتسمت بالغضب والإنكار. في يوليو عام 2013، قُدِّمت ادعاءات أن فريق التحقيق أخفى الأدلة. في شهر ديسمبر من نفس العام، أيدت محكمة هندية التقرير السابق لفريق التحقيق المتخصص ورفضت استدعاءً يسعى لمقاضاة مودي. في أبريل عام 2014، أعربت المحكمة العليا عن ارتياحها لتحريات فريق التحقيق في تسع قضايا متعلقة بأعمال العنف، ورفضت دعوى تطعن في تقريره وتفيد أنه «لا أساس له من الصحة».
وعلى الرغم من تصنيفها رسميًا ضمن أعمال الشغب الطائفية، وصف العديد من الباحثين أحداث عام 2002 بمذبحة مدبرة، وزعم بعض المعلقين أن الهجمات كانت مخططة، إذ كانت الهجمة على القطار «محرضًا منظمًا» لما كان فعليًا أعمال عنف مدبرة. صرح مراقبون آخرون أن هذه الأحداث توافق «التعريف القانوني للإبادة الجماعية»، أو أشاروا إليها على أنها إرهاب دولة أو تطهير عرقي. شملت حالات العنف الجماعي مجزرة نارودا باتيا التي وقعت مباشرة بالقرب من معسكر تدريب للشرطة، ومجزرة مجتمع جلبيرغ التي قتل فيها إحسان جافري، وهو عضو برلماني سابق، والعديد من الحوادث في مدينة فادودارا. صرح الباحثون الذين درسوا أعمال الشغب لعام 2002 أنها كانت مدبرة وشكلت نوعًا من التطهير العرقي، وأن حكومة الولاية وإنفاذ القانون كانا متواطئين في أعمال العنف التي حدثت.